# 1462.
◄ | 14. stoljeće | 15. stoljeće | 16. stoljeće | ►
◄ | 1430-ih | 1440-ih | 1450-ih | 1460-ih | 1470-ih | 1480-ih | 1490-ih | ►
◄◄ | ◄ | 1459. | 1460. | 1461. | 1462. | 1463. | 1464. | 1465. | ► | ►►
Arhitektura • Astronomija • Glazba • Knjige • Književnost • Kršćanstvo • Medicina • Pravo • Promet • Slikarstvo • Znanost

## Rođenja
- 27. lipnja – Luj XII., francuski kralj, († 1515.)

## Smrti
- 27. ožujka – Vasilije II., moskovski knez (* 1415.)

## Vanjske poveznice
|  | Zajednički poslužitelj ima još gradiva o temi 1462. |